# Øksnes
68°54′52″N 15°4′7″Ø / 68.91444°N 15.06861°Ø
Øksnes er en kommune i Nordland fylke i Norge. Den ligger på øen Langøya er en del af Vesterålen. Den har grænse til kommunerne Sortland i syd og Bø i sydvest. De vigtigste erhverv i kommunen er fiskeri og fiskeindustri, som udgør 38% af beskæftigelsen. Øksnes har 4.486 indbyggere (pr. januar 2007), hvoraf de 2850 bor i kommunecenteret Myre.
Øksnes er også et lille område på sydsiden af Skogsøya. Der ligger Øksnes kirke, og stedet har givet navnet til kommunen. Den lille ø Andø, nord for Langøya, hører også til kommunen, og her ligger Anda naturreservat og Anda fyr.

## Kommunens øer
I alt består kommunen af 220 øer, holme og skær.
- Tindsøya har et areal på ca. 4,7 km², og højeste punkt er Tindstinden på 468 moh. Tidligere var det meget aktivitet øen, men i dag er det få fastboende. De vigtigste bygder på Tindsøya er Skipnes og Tinden. Skipnes er et gammelt fiskevær som i dag er ombygget til feriehuse. Tinden er et gammelt fiskevær og handelssted. Butikken i Tinden holder åben om sommeren.
- Dyrøya har  har et areal på 6,5 km². Højeste punkt på Dyrøya er Blåtinden på 562 moh. Den faste bosætning er begrænset til fiskeværet Barkestad på vestsiden af øyen. Der er daglig hurtigbådsanløb.
- Nærøya har et areal på ca. 4,7 km² og højeste punkt er Ørntuva på 103 moh.  De tre beboelser på Nærøya er Nærøya, Finnvågan og Bakken. Det vigtigste sted på Nærøya er Finnvågan (Finvåg). Stedet havde en internatskole i over 100 år fra 1868, og også en kirke. I 1970erne blev øen fraflyttet, men siden er der kommet nye aktiviteter. Skolen blev restaureret i 1989, og i 1994 blev den taget i brug som gæstegiveri.
- Skogsøya har et areal på 32,5 km² og 26 indbyggere (2017). Det højeste punkt er Stigkollen; 707 moh.). Skogsøya var tidligere  centrum i Øksnes kommune. Stedet Øksnes ligger på Skogsøya, og øen havde i 1930-erne mellem 400 og 700 fastboende. Da kommunerne Øksnes og Langenes blev sammenlagt i 1964, beholdt storkommunen navnet Øksnes efter kirkestedet på Skogsøya. Der går en 4,5 km lang fylkesvej mellem Hjellsand og Øksnes. Der er hurtigbådsforbindelse med kommunecenteret Myre. Bosætningen er koncentreret på sydsiden, med blandt andet Øksnes kirke, en korskirke i træ fra 1703 med elementer fra en ældre kirke fra 1500-tallet.
- Gisløya har et areal på 5,4 km²  og 70 indbyggere (2016). Øen ligger på vestsiden af Gavlfjorden. Øen er flad og har store mosearealer. Højeste punkt er Ramnhågen (37 moh.) i vest. Bosætningen er koncentreret på den sydøstlige del af øen. Der er broforbindelse til Langøya og busforbindelse til Myre.

## Steder i Øksnes
- Alsvåg (ca. 314 indbyggere) har en udmærket havn som ligger i nærheden af gode fiskeområder. Alsvåg udviklede med tiden en række fællesfunktioner for sit omland, blandt andet dampskibsanløb og fragtsejllads, og i nutiden et slæbested med værksted. Stedet er fra før vikingtiden. Alsvåg har holdt stillingen som et livskraftigt centrum i den østlige del Øksnes, med et aktivt kulturliv på en række områder.
- Barkestad
- Klo
- Nyksun
- Myre
- Strengelvåg
- Skogsøya
- Stø
- Tinden

## Kendte personer fra Øksnes kommune
- Herbjørg Wassmo, forfatter

## Ændringer i kommunegrænserne
1. januar 1866 blev en lille del af Øksnes kommune med 40 indbyggere overført til Bø kommune.
Øksnes kommune blev 1. juli 1919 delt i to, ved at den østlige del af kommunen blev skilt ud som Langenes kommune. Efter delingen havde Øksnes kommune 2.296 indbyggere, mens Langenes havde 1.085 indbyggere.
1. januar 1964 blev det meste af Øksnes slået sammen med Langenes igen, til nye Øksnes kommune. Kråkberget kreds og områder på halvøen nord for Kråkberget blev samtidig overført til Bø kommune. Holm-området i Langenes var blevet overført til Sortland 1. januar 1963. Ved sammenlægningen  havde gamle Øksnes kommune 3.112 indbyggere og Langenes 2.037 indbyggere. Den del af Øksnes som blev overført til Bø havde 271 indbyggere. Holm-området som blev overført til Sortland havde 65 indbyggere.